# Ana Lily Amirpour
Ana Lily Amirpour (Margate, 26 novembre 1980) è una regista e sceneggiatrice britannica naturalizzata statunitense, di origini iraniane.
È conosciuta soprattutto per il suo lungometraggio d'esordio, A Girl Walks Home Alone at Night (2014), da lei descritto come uno "spaghetti western iraniano sui vampiri" in bianco e nero. Nel 2016, Amirpour ha concorso alla Mostra del cinema di Venezia col suo secondo lungometraggio, The Bad Batch, vincendovi il Premio speciale della giuria, e di nuovo nel 2021 col suo terzo, Mona Lisa and the Blood Moon.

## Biografia
Amirpour nasce il 26 novembre del 1980 a Margate, in Inghilterra, da genitori iraniani di Teheran che avevano lasciato il Paese nel 1979 per stabilirsi nel Kent, dove il padre aveva cominciato ad esercitare la professione medica. Quando Amirpour ha otto anni, la famiglia lascia l'Inghilterra e si trasferisce di nuovo, stavolta a Miami. In merito alle sue origini, la regista ha dichiarato: «Sono cresciuta nella cultura pop americana, è come il DNA della mia anima e della mia personalità».
Fin da piccola, Amirpour sviluppa un forte interesse per il cinema: nel corso di tutta la sua infanzia guarda in compagnia del padre molti film western, appassionandosi in particolar modo a quelli di Sergio Leone. Per il suo dodicesimo compleanno, le viene regalata una videocamera che comincia subito ad utilizzare per girare il suo primo corto, che ha come protagonista uno spietato assassino. Un'altra delle sue passioni infantili è il fantasy, sia in campo cinematografico che letterario, grazie ai romanzi di Anne Rice. Da Miami, la famiglia di Amirpour si trasferisce nuovamente, stabilendosi in California, dove lei frequenta le superiori a Bakersfield. Parlando di quegli anni, dichiarerà: «non avevo degli amici, avevo un monociglio, ero imbarazzante e salivo sugli alberi: non ero abbastanza femminile per uscire con le altre ragazze. Così andavo sullo skateboard». Ad isolarla ulteriormente dai coetanei c'è anche il suo soffrire di una perdita dell'udito del 30%, condizione a cui lei stessa imputa la poca presenza di dialoghi nei suoi film.
Terminati gli studi superiori, si iscrive alla facoltà di belle arti della San Francisco State University, dove comincia a scrivere racconti e, in seguito ad un incontro con un agente, sceneggiature. Nel 2003, viaggia per la prima volta in Iran per entrare in contatto con le proprie radici. Quando una sua sceneggiatura vince un premio di 10 mila dollari alla BlueCat Screenplay Competition, Amirpour lascia San Francisco nel 2009 e si trasferisce a Los Angeles, dove si iscrive alla facoltà di cinema, teatro e televisione dell'UCLA. Per quanto riguarda il suo processo creativo, ha dichiarato: «mi piace finire le sceneggiature a Las Vegas, di solito quando sono a pagina 55 o giù di lì prendo una stanza per cinque giorni e non la lascio per le prime 76 ore».

### Carriera
Sempre a partire dal 2009, Amirpour realizza diversi cortometraggi, tra cui A Girl Walks Home Alone at Night (2011), da cui trarrà il proprio lungometraggio d'esordio. Conosce il suo co-protagonista maschile, l'attore Arash Marandi, l'anno seguente, mentre trascorre cinque mesi in Germania, realizzando per il festival internazionale del cinema di Berlino il cortometraggio A Little Suicide.
Nel 2014, Amirpour sceneggia e dirige quindi il suo primo lungometraggio, intitolato A Girl Walks Home Alone at Night e da lei definito «il primo spaghetti western iraniano sui vampiri». Interamente girato in persiano e in bianco e nero, il film racconta di una giovane vampira in chādor (interpretata da Sheila Vand) che bracca gli abitanti di una città fantasma iraniana. Di fronte alle difficoltà nel reperire i fondi necessari, la regista opta per un finanziamento tramite crowdfunding, riuscendo a raccogliere 57 mila dollari su Indiegogo. Il film è stato girato in 24 giorni a Taft, città petrolifera situata nella valle di San Joaquin; Amirpour ha dedicato fortissima attenzione alla scelta della location: «le location per me sono importanti esattamente quanto il cast degli attori che interpretano un personaggio; ho passato diversi mesi andando a Taft, visitando le raffinerie e girando per le strade». Il film è stato prodotto da Elijah Wood e dalla sua compagnia indipendente Spector Vision; la collaborazione è stata resa possibile grazie ad un'amica comune, Sherry Diwani, che li ha messi in contatto.
Il film riscuote molto interesse fin dalla sua anteprima al Sundance Film Festival, a seguito della quale viene distribuito negli Stati Uniti dal nuovo studio cinematografico della rivista Vice. Eddy Moretti, direttore creativo di quest'ultimo, definisce Amirpour "il prossimo Tarantino", mentre A. O. Scott, critico cinematografico in capo del New York Times, ne paragona il «romanticismo criminale dall'innocenza disarmante» al cinema di Jim Jarmusch. Riviste di settore come Variety, Salon, l'Hollywood Reporter ed Indiewire lo eleggono come uno dei migliori esordi dell'anno, campo nel quale viene premiato anche al festival del cinema americano di Deauville, a quello internazionale del cinema fantastico della Catalogna e candidato agli Independent Spirit Awards. Il film non ha avuto una distribuzione ufficiale in Iran, ma Amirpour ha comunque dichiarato che chi è riuscito a vederlo e lo ha accolto in maniera positiva, nonostante la stampa iraniana l'abbia equiparata a un demonio.
Nel 2016, presenta il suo secondo lungometraggio, The Bad Batch, alla 73ª Mostra internazionale d'arte cinematografica di Venezia. Il film, descritto come «una love story post apocalittica e cannibale ambientata nel deserto del Texas [...] tra El Topo e Dirty Dancing», è stato concepito da Amirpour in seguito all'assunzione di LSD durante il Burning Man. A tal proposito, non ha mai nascosto il suo uso di droghe, parlando di "effetti del tutto positivi" che "un'esperienza psichedelica" ha nel processo creativo, e specialmente in fase di scrittura. Forte del plauso della critica ottenuto con A Girl Walks Home Alone at Night, Amirpour dispone di un cast che comprende, oltre alla protagonista Suki Waterhouse, attori come Jason Momoa, Keanu Reeves e Jim Carrey, ma, nonostante vinca a Venezia, dove concorreva per il Leone d'oro, un premio speciale della giuria, il film riceve un'accoglienza molto tiepida da parte della critica, che non lo ritiene all'altezza del predecessore, indicandone tra i motivi la sua narrativa ondivaga.
Negli anni seguenti, dirige per la casa di moda Kenzo il corto Yo! My Saint!, a cui collabora con artisti quali Karen O, Michael Kiwanuka e Kiko Mizuhara. Dopo aver lavorato principalmente in televisione, nel 2021 torna al lungometraggio con Mona Lisa and the Blood Moon, "ispirato ai film d'avventura degli anni ottanta e novanta" e interpretato da Jeon Jong-seo, Kate Hudson, Craig Robinson ed Ed Skrein.
Amirpour dovrebbe dirigere poi un reboot al femminile di Cliffhanger - L'ultima sfida (1993), annunciato nel 2019.

## Influenze ed ispirazioni
Tra i registi preferiti di Amirpour figurano Harmony Korine, David Lynch, Lars von Trier, Lynne Ramsay, Sergio Leone e Robert Zemeckis.
Nel 2015, la regista ha stilato per Criterion una lista di dieci film che l'hanno ispirata personalmente come cineasta:
1. Mulholland Drive, regia di David Lynch (2001)
2. La leggenda del re pescatore (The Fisher King), regia di Terry Gilliam (1991)
3. Au hasard Balthazar, regia di Robert Bresson (1966)
4. Antichrist, regia di Lars von Trier (2009)
5. La vita è un sogno (Dazed and Confused), regia di Richard Linklater (1993)
6. Essere John Malkovich (Being John Malkovich), regia di Spike Jonze (1999)
7. Repulsione (Repulsion), regia di Roman Polański (1965)
8. Fantastic Mr. Fox, regia di Wes Anderson (2009)
9. Repo Man - Il recuperatore (Repo Man), regia di Alex Cox (1984)
10. Piace a troppi (Et Dieu... créa la femme), regia di Roger Vadim (1956)

## Filmografia

### Regista

#### Cortometraggi
- Six and a Half (2009)
- You (2009)
- True Love (2010)
- Ketab (2010)
- Pashmaloo (2011)
- A Girl Walks Home Alone at Night (2011)
- A Little Suicide (2012)
- Yo! My Saint (2017) - spot per Kenzo

#### Lungometraggi
- A Girl Walks Home Alone at Night (2014)
- The Bad Batch (2016)
- Mona Lisa and the Blood Moon (2021)

#### Televisione
- Legion – serie TV, episodio 2x02 (2018)
- Castle Rock – serie TV, episodio 1x08 (2018)
- The Twilight Zone – serie TV, episodi 1x04-2x04 (2019-2020)
- Briarpatch – serie TV, episodio 1x01 (2020)
- Cabinet of Curiosities - serie TV, episodio 1x04  (2022-in corso)

### Sceneggiatrice

#### Cortometraggi
- Six and a Half (2009)
- You (2009)
- True Love (2010)
- Ketab (2010)
- Pashmaloo (2011)
- A Girl Walks Home Alone at Night (2011)
- A Little Suicide (2012)
- I Feel Stupid, regia di Milena Pastreich (2012)
- Yo! My Saint (2017) - spot per Kenzo

#### Lungometraggi
- A Girl Walks Home Alone at Night (2014)
- The Garlock Incident, regia di Evan Cholfin (2012)
- The Bad Batch (2016)
- Mona Lisa and the Blood Moon (2021)

### Montatrice
- You - cortometraggio (2009)
- Ketab - cortometraggio (2010)
- Pashmaloo - cortometraggio (2011)
- A Girl Walks Home Alone at Night - cortometraggio (2011)

### Produttrice
- Briarpatch – serie TV, episodio 1x01 (2019) - produttrice esecutiva

### Attrice
- The Garlock Incident, regia di Evan Cholfin (2012)

## Riconoscimenti
- Independent Spirit Award
  - 2015 – Candidatura al miglior film d'esordio per A Girl Walks Home Alone at Night
  - 2015 – Candidatura al Someone to Watch Award per A Girl Walks Home Alone at Night
- Gotham Independent Film Awards
  - 2014 – Premio Bingham Ray al miglior regista rivelazione per A Girl Walks Home Alone at Night
- Mostra internazionale d'arte cinematografica di Venezia
  - 2016 – Premio speciale della giuria per The Bad Batch
  - 2016 – In concorso per il Leone d'oro per The Bad Batch
  - 2021 – In concorso per il Leone d'oro per Mona Lisa and the Blood Moon
- Sitges - Festival internazionale del cinema fantastico della Catalogna
  - 2014 – Premio Citizen Kane d'oro al miglior regista rivelazione per A Girl Walks Home Alone at Night